# Inflație prin costuri
Inflația prin costuri înseamnă creșterea costurilor de producție, independent de cererea agregată.
Mărirea costurilor nu stimulează producția iar oferta de bunuri și servicii scade iar prețurile cresc. Costurile de producție cresc când remunerarea factorilor de producție crește mai mult decât productivitatea lor. Un rol important îl ocupă sporirea cheltuielilor pentru salarii neînsoțită de o creștere superioară a productivității muncii. În același sens, al creșterii costurilor, acționează și mărirea prețurilor la materii prime, materiale, combustibil, energie, etc.